# クリスチャン・アンドレアシリーズ
『クリスチャン・アンドレアシリーズ』は岸裕子による日本の連作読み切り漫画作品群。『別冊少女コミック』・『プチコミック』など、小学館の少女漫画雑誌に掲載された。全5話。
『玉三郎恋の狂騒曲』の合間に散発的に描かれたシリアスストーリーの集大成的作品群で、結末の物語『そしてそれから…』が発展し、過去に遡った連作として発表された。第4作『風にゆく』の際には、作者はストーリーを一冊のノートにまとめて編集者に見せ、編集会議に通した上で、別冊少女コミックの増刊として150枚を発表した、という。

## 登場人物

### レギュラーキャラクター
クリスチャン・アンドレア
シリーズ全体の主人公。11月生まれ。エメラルドグリーンの瞳を持ち、金髪の長髪の華奢な体つきの少年。本名フランソワ・ラフィン。駆け落ちをした両親を列車事故でなくし、孤児院で育つ。十字架を生まれた時から身につけていたことより、クリスチャンとなづけられる。優しい性格で、他人の悲しみや苦しみに敏感に反応する。後述のノエルを学校にやるよう、口利きをするつもりでもいた。
14歳の時、ラフィン家の後継者と判明し、引き取られる矢先に交通事故に遭遇し、友人のノエルに十字架を奪われる。そのまま死ぬかと思われたが、その場に通りかかったルシアンに拾われ、命を助けられる。以後、作家ルシアンの庇護の下、彼の愛人として過ごすようになる。9年後、自分の命の灯が尽きようとする間際に、ノエルの婚約を知り、復讐の気持ちを抱えて彼と再会するが、自分ではノエルの婚約者であるいとこを一生守って愛してゆくことができないと悟り、再びルシアンの下にもどり、23歳でこの世を去る。
ルシアン・イグレーヌ
クリスチャンの愛人で、作家。クリスチャンより13歳年上。黒の長髪で、薄茶色の瞳をもつ。親の多忙さゆえに両親の愛情を知らずに育ち、7歳の時両親が離婚、全寮生の学校に入れられ、大学まで過ごす。父の死後、邸宅を受け継ぐ。交通事故に遭ったクリスチャンの命を助けており、そのエメラルドグリーンの瞳に魅せられる。ノエルが自分の代わりにラフィン家の後継者となったことを知り、ショックのあまり病に倒れたクリスチャンを自分の膚で介抱している。
スランプに陥り、クリスチャンのせいだと文壇で噂になったこともある。その際にクリスチャンの正体を知ることになる。その後、たびたびクリスチャンと別れる危機が訪れたが、その絆は決して切れることはなかった。
クリスチャンがなくなってしばらくたち、クリスチャンの物語を書き上げた直後、心臓麻痺でこの世を去る。
ハンナ
ルシアンの家政婦。

### ゲストキャラクター
ノエル/フランソワ・ラフィン
『そしてそれから…』に登場。クリスチャンの友人。クリスチャンと同じ孤児院で育つ。交通事故に遭ったクリスチャンを見て、助からないと思い込み、勉強をしたいという欲に負け、彼の十字架を奪って、フランソワ・ラフィンとして名乗り出る。しかし、心が晴れることはなく、罪の意識に怯え、赤いドレスや赤い花を見ても血を流して倒れたクリスチャンを思い出すようになる。その贖罪の気持ちからいとこミュルエルを愛するようになり、婚約も決まった、というところで9年ぶりにクリスチャンと再会する。
ミュルエル・ラフィン
『そしてそれから…』に登場。クリスチャンのいとこにあたる。生まれつき盲目で、フランソワ（ノエル）の愛だけが心の支えであった。彼が悪人でも好きだといい、それはノエルが全てを告白した後も変わらなかった。
ミュリエルの母
『そしてそれから…』に登場。クリスチャンを一目見て、姉ニコールの子供だと見抜いていた。
ジオルジ
『冬の日向』に登場。クリスチャンを慰安しようとした旅行先で同宿した客。足が不自由なクリスチャンを興味本意で追いかけ、ものにしようとした。ヘロイン中毒者。
アデライデ
『春待草』に登場。ルシアンの昔の友人で5年ぶりに再会する。ルシアンのスランプを知り、クリスチャンのことを考えて全寮制の学校に入れるべきだと忠告するが、そのためにクリスチャンに首を絞められて殺されそうになる。実はルシアンとクリスチャンの関係に嫉妬しただけで、自分がルシアンの下にかえってきたのは恋人に捨てられたからで、クリスチャンの純粋さが羨ましかったと、ルシアンに告白する。クリスチャンの母、ニコールのことを知っており、クリスチャンが何者であるのかにすぐに気づいている。
ドミニック
『風にゆく』に登場。ルシアンのいとこで、18歳。ルシアンのことを恋している。勝ち気な性格の持ち主。愛とプライドを天秤にかけるところがあり、真の愛情を知らない。クリスチャンの美しさに驚愕し、作家としてのルシアンの出世を妨害しているとクリスチャンを脅し、アントワーヌを使嗾して彼の首を絞めさせ、ルシアンのことを諦めさせようとする。その後、自殺未遂をしてルシアンを脅迫し、結婚式をあげるところまでこぎつける。メヌエットを射殺し、「あなたの負け」とつぶやきながら発狂する。
アントワーヌ
『風にゆく』に登場。ドミニックのとりまきの一人で、美術を心得ている。ドミニックの肩に枯葉が落ちた際に振り返ったのを見て以来、彼女に心を奪われるようになる。ドミニックの命ずるままにクリスチャンの首を絞めるが、死にそうになったため、人工呼吸をして生き返らせる。クリスチャンに謝罪し、自分がドミニックに逆らえないことを告げると、クリスチャンから「そうしてあの人から死ねと言われたら死ぬんでしょう。悲しいね、とっても、あなた」と返される。
イルマ・ラグランジェ
『風にゆく』に登場。画商の娘で、彼女の父がアントワーヌの絵をとても気にいっており、支援をしていた。アントワーヌに恋しているが、自分の不美人さにコンプレックスを持っている。クリスチャンの美しさを認め、彼に優しくするが、ドミニックに狂ってゆくアントワーヌを見かね、ルシアンとドミニックが結ばれればアントワーヌが救われると思い込み、クリスチャンが自分を殺そうとしたドミニックを階段から突き落とした際に、ドミニックの足が折れて一生直らないと嘘をつき、クリスチャンを雨の中、飛び出させてしまい、行方不明にしてしまう。そのことを告白したアントワーヌに嫌われ、後悔の果てに自殺する。
メヌエット・ヴァンチュール・ド・セリューズ
『風にゆく』に登場。セリューズ伯爵家の長男。一見女性に見えるが、実は男性。体が弱いため、友人がおらず、鏡の中の自分を友達がわりにしていた。彼の父と母も政略結婚でルシアン同様、両親からの愛を受けずに育ってきている。ルシアンとは健康だった二ケ月間だけ大学に通えた時期があり、その際に惹かれ、恋をするようになった。ドミニックにクリスチャンの美しさを認めていることが彼に負けていることであり、最高の美には勝てないと宣言し、彼女の恨みを買う。ルシアンとドミニックの結婚式で、クリスチャンを殺そうとするドミニックのピストルの弾丸を代わりに受け、ルシアンに抱かれつつ、彼への思いを告げて、死んでいった。
作者の別作品、『金と銀』にも同名の同じ容姿のキャラクターが登場する。
ドクター・ドーブレック
『風にゆく』に登場。メヌエットの主治医で、メヌエットを守り切れなかったことを悔やんでいた。
作者の別作品『バイオレット・グラデーション』の登場人物、ピクスレイ教授と似た風貌である。
ミシェル
『秋かげろう』に登場。プレイボーイであるが、癌のため余命いくばくもない。足が動かなくなると診断されたクリスチャンを誘い、強姦するが、自分の恐怖を分かって貰いたかったと感謝するクリスチャンの言葉を聞き、人知れず涙する。彼もまた自分の死に怯えていた。

## 作品
1. そしてそれから…（別冊少女コミック1975年10月号）
2. 冬の日向（別冊少女コミック1976年2月号）
3. 春待草（プチコミック1978年5月1日号）
4. 風にゆく（別冊増刊少女コミック1979年6月号）
5. 秋かげろう（別冊増刊少女コミック1979年10月号）

## 書誌情報
- 『そしてそれから…』
- 『風の恋歌』

ともに新書館、ペーパームーンコミックス、1981年1月20日・8月20日発行